# La Sole, entre l'eau et le sable
La Sole, entre l'eau et le sable est un court métrage français réalisé par Angèle Chiodo et sorti en 2011.

## Synopsis
La sole est un poisson plat, qui est devenu asymétrique au cours de l'évolution.

## Fiche technique
- Réalisation : Angèle Chiodo
- Scénario : Angèle Chiodo
- Genre : animation / stop motion
- Musique : Julien Carton, Maurice Ravel (Concerto en Sol)[1]
- Mixage : Christian Phaure
- Durée : 15 minutes

## Distribution
- Angèle Chiodo : voix
- Colette Macret : la grand-mère

## Distinctions
- 2012 : Prix spécial du jury lors du Festival Silhouette de Paris
- 2012 : Prix spécial du jury lors du festival international du court-métrage de Clermont-Ferrand[2]
- 2012 : Mention spéciale du jury jeune au festival international du court-métrage de Clermont-Ferrand[2]
- 2012 : Nommé au Festival international de films de femmes de Créteil[3]

- Ressources relatives à l'audiovisuel :   - Centre national du cinéma et de l'image animée
  - IMDb
  - Unifrance
- « institutfrancais.com/fr/decouv… »(Archive.org • Wikiwix • Archive.is • Google • Que faire ?)